# Rudolf Claren
Rudolf Claren (* 21. Mai 1856 in Zülpich; † 1939) war ein deutscher Architekt und preußischer Baubeamter.

## Leben
Claren war ein Sohn von Balthasar Joseph Claren, Hotelier und Vorsteher des Postamts in Zülpich, und dessen Ehefrau Luise Gertrude geb. Hinderkotte. Nach dem Abitur am Realgymnasium in Mülheim 1876 studierte er das Baufach und wurde 1882 zum Regierungsbauführer (Referendar in der öffentlichen Bauverwaltung) ernannt. Nach dem bestandenen zweiten Staatsexamen wurde er 1887 zum Regierungsbaumeister (Assessor in der öffentlichen Bauverwaltung) ernannt. 1898 wurde er nach Mogilno versetzt und zum Kreisbauinspektor ernannt. Von 1902 bis 1908 war er bei der Kreisbauinspektion Harburg tätig, und 1904 wurde ihm dort der Charakter als Baurat verliehen. 1908 wurde er nach Dortmund versetzt. Dort wurde er 1913 zum Regierungs- und Baurat ernannt und ihm die Stelle als Wohnungsinspektor verliehen. 1921 trat er in den Ruhestand.

## Familie
Von 1892 bis 1897 ist ein Wohnsitz in Berlin nachweisbar. Claren heiratete 1892 in Berlin Agnes Maria Magdalena Regina Taeschner. 1893 wurde der Sohn Reinhold geboren, der Ingenieur und Unternehmer wurde, und 1895 der Sohn Günther Ludwig Franz Josef. Von 1898 bis 1920 war er außerhalb Berlins tätig, war aber Miteigentümer eines Hauses am Schiffbauerdamm.

## Bauten
- 1892: Wettbewerbsentwurf für eine Villa in Berlin-Grunewald (Monatskonkurrenz des Architektenvereins zu Berlin)[14]
- 1893–1894: St.-Pius-Kirche in Berlin (besondere Bauleitung zusammen mit Regierungsbaumeister de Bruyn, nach Entwurf von Max Hasak)[15]
- 1895–1897: Amtsgericht Charlottenburg[16] (Ausarbeitung der Pläne und Leitung der Bauausführung zusammen mit Otto Poetsch; unter Denkmalschutz)[17]
- 1907: Lehrerwohnhaus Lübbersweg 3 in Hamburg (unter Denkmalschutz[18])
- 1908–1910: Königliches Oberbergamt Dortmund (heute Sitz der Außenstelle Dortmund der Bezirksregierung Arnsberg) in Dortmund, Goebenstraße 25/27 (zusammen mit Regierungsbaumeister Fritz Behrendt und ab Januar 1910 mit Regierungsbaumeister Otto Krell, unter der Oberleitung von Oskar Delius)[19]
- 1912: Amtsgericht Lünen, Spormeckerplatz 3–5 (Ausführung)[20]
- 1913: St.-Franz-Joseph-Kirche in Hamburg-Wilstorf, Winsener Straße 27 (unter Denkmalschutz[21])

## Schriften
- Claren war an der 1896 veröffentlichten Publikation Berlin und seine Bauten beteiligt.[22]

## Ehrungen
- 1910: preußischer Roter Adlerorden IV. Klasse[23]
- 1915: österreichischer Orden der Eisernen Krone[24]